# Opération Oblivion
 (octobre 2022).
L'opération Oblivion désigne une opération militaire canadienne visant à parachuter des soldats Sino-Canadiens derrière les lignes japonaises en Chine et en Malaisie durant la Seconde Guerre mondiale de manière à organiser la résistance contre les Japonais,.

## Conséquences
Originellement, l'opération concernait treize Sino-Canadiens. Cette opération tenue secrète bien après la guerre a favorisé l'intégration des Chinois au Canada après-guerre : en 1947 le droit de vote aux élections fédérales leur est accordée ;  en 1957 Douglas Jung est élu député fédéral en Colombie-Britannique.

## Documentaire
- Jeff Halligan (réalisateur), Micol Marotti (auteur), Opération Oblivion, 2013